# GAS2
GAS2 (англ. Growth arrest specific 2) – білок, який кодується однойменним геном, розташованим у людей на короткому плечі 11-ї хромосоми. Довжина поліпептидного ланцюга білка становить 313 амінокислот, а молекулярна маса — 34 945.
| 10         |  | 20         |  | 30         |  | 40         |  | 50         |
| ---------- |  | ---------- |  | ---------- |  | ---------- |  | ---------- |
| MCTALSPKVR |  | SGPGLSDMHQ |  | YSQWLASRHE |  | ANLLPMKEDL |  | ALWLTNLLGK |
| EITAETFMEK |  | LDNGALLCQL |  | AETMQEKFKE |  | SMDANKPTKN |  | LPLKKIPCKT |
| SAPSGSFFAR |  | DNTANFLSWC |  | RDLGVDETCL |  | FESEGLVLHK |  | QPREVCLCLL |
| ELGRIAARYG |  | VEPPGLIKLE |  | KEIEQEETLS |  | APSPSPSPSS |  | KSSGKKSTGN |
| LLDDAVKRIS |  | EDPPCKCPNK |  | FCVERLSQGR |  | YRVGEKILFI |  | RMLHNKHVMV |
| RVGGGWETFA |  | GYLLKHDPCR |  | MLQISRVDGK |  | TSPIQSKSPT |  | LKDMNPDNYL |
| VVSASYKAKK |  | EIK        |  |            |  |            |  |            |

A: Аланін

C: Цистеїн

D: Аспарагінова кислота

E: Глутамінова кислота

F: Фенілаланін

G: Гліцин

H: Гістидин

I: Ізолейцин

K: Лізин

L: Лейцин

M: Метіонін

N: Аспарагін

P: Пролін

Q: Глутамін

R: Аргінін

S: Серин

T: Треонін

V: Валін

W: Триптофан

Кодований геном білок за функцією належить до фосфопротеїнів. 
Задіяний у таких біологічних процесах, як апоптоз, пдтримання форми клітини, клітинний цикл, альтернативний сплайсинг. 
Локалізований у цитоплазмі, цитоскелеті, мембрані.